# M・アーウィンとJ・C・ライスの接吻
『M・アーウィンとJ・C・ライスの接吻』（メイ・アーウィンとジョン・C・ライスのせっぷん、原題：The Kiss）は、1896年に製作された短編映画である。モノクロ、サイレント。エジソンの映画の中ではブラック・マリア・スタジオで撮影された最後のものである。

## 概要

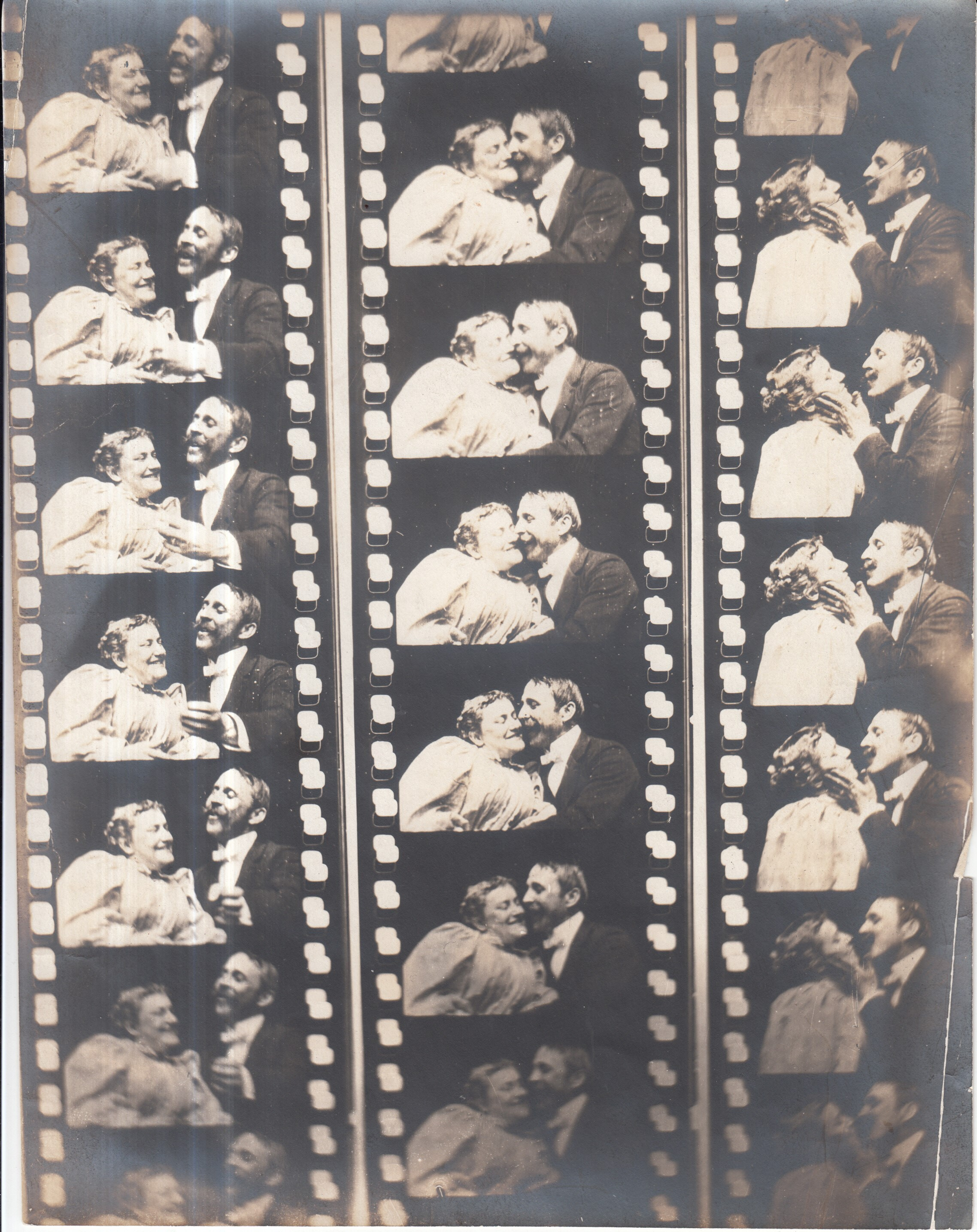
映画のフィルム

この年にブロードウェイで上演されて大ヒットした舞台『ジョーンズ未亡人（未亡人ジョーンズ）』のワンシーンであるキスシーンだけを撮った作品で、映画史上初のキスシーンとされている。エジソン社のスタジオ「ブラック・マリア」の中で撮影され、元々キネトスコープ用の作品として興行されたが、この年にエジソンが開発したスクリーン映写式の映写機ヴァイタスコープで上映されると、公序良俗に反するという理由で検閲によって上映が中止された。そのため初めて上映中止になった映画とも言われる。
1900年にエジソン社でまったく同じ作品を作っているが、このバージョンの作品は男性と女性の位置が逆になっている。尚、作品は日本でも公開されたが、キスシーンを「西洋の一般的なあいさつである」と説明したため、上映禁止にはなっていない。
1999年、アメリカ議会図書館から「文化的に重要な作品」と評され、アメリカ国立フィルム登録簿に登録された。